# Ямагата (княжество)
Княжество Ямагата (яп. 山形藩 Ямагата-хан) — феодальное княжество (хан) в Японии периода Эдо (1600—1870). Ямагата-хан располагался в провинции Дэва региона Тохоку на северо-востоке острова Хонсю (современная префектура Ямагата).

## История
Административный центр княжества: замок Ямагата в провинции Дэва
Доход хана:
- 1600—1622 годы — 570 000 коку риса
- 1622—1636 годы — 220 000, затем 240 000 коку
- 1636—1643 годы — 200 000 коку риса
- 1644—1668 годы — 150 000 коку
- 1668—1685 годы — 90 000 коку риса
- 1685—1686 годы — 100 000 коку
- 1686—1692 годы — 90 000 коку риса
- 1692—1746 годы — 100 000 коку
- 1746—1845 годы — 60 000 коку риса
- 1845—1871 годы — 50 000 коку

В отличие от остальных японских ханов (княжеств), которые находились под стабильным контролем одной-трёх семей в период Эдо (1603—1868), правители Ямагата-хана менялись множество раз в течение очень короткого промежутка времени.
Первоначально территория севера Хонсю была населена местными аборигенами эмиси (эдзо), которые постепенно были вытеснены и ассимилированы японцами. В период Хэйан (794—1185) территория будущего княжества Ямагата находилась под контролем могущественного рода Фудзивара.
В периоды Сэнгоку (1467—1603) и Эдо границы княжества Ямагата менялись несколько раз. Правители Ямагата-хана играли важную роль в междоусобных войнах. В период Сэнгоку самурайский род Могами владел территорией княжества Ямагата. В 1600 году Могами Ёсиаки (1546—1611), даймё Ямагата-хана (1570—1614), перешел на сторону Токугава Иэясу в его противостоянии с Исидой Мицунари. В том же году Могами Ёсиаки вместе с Датэ Масамунэ, даймё Сэндай-хана, сражался против даймё Айдзу-хана Уэсуги Кагэкацу (союзника Исиды Мицунари). Наоэ Канэцугу, вассал Уэсуги, во главе 20-тысячной армии выступил в поход из Ёнэдзава на замок Ямагату, резиденцию рода Могами. Однако Датэ Масамунэ и Могами Ёсиаки смогли отразить вражеское вторжение. После победы в битве при Сэкигахара сёгун Токугава Иэясу щедро наградил своих верных союзников, среди которых был даймё Ямагата-хана.
В 1600 году Токугава Иэясу официально признал Ямагата-хан в провинции Дэва владением рода Могами. Княжество выросло и стало давать доход в 570 000 коку риса. В 1622 году княжество было передано Тории Тадамаса (1567—1628), ранее владевшему доменом Ивакитайра-хан в провинции Муцу. В 1636 году из-за отсутствия наследника у рода Тории Ямагата-хан перешел под контроль Хосины Масаюки (1611—1673), который был переведён в Ямагату из Такато-хана. В 1643 году Хосина Масаюки получил во владение Айдзу-хан.
В дальнейшем княжество Ямагата находилась под властью родов Мацудайра (1644—1668, 1686—1700, 1746—1764) и Окудайра (1668—1685), боковых ветвей династии Токугава.
В 1685—1686, 1700—1746 годах Ямагата-хан принадлежал род Хотта с доходом 100 000 коку риса. В 1764—1767 годах княжество находилось под прямым контролем сёгуната. В 1767—1845 годах княжеством владел род Акимото (доход 60 000 коку). Последним владельцем Ямагата-хана был род Мидзуно (1845—1871 годы) с доходом 50 000 коку.
В 1871 году Ямагата-хан, как и все остальные княжества, был ликвидирован.

## Правители княжества
- Род Могами, 1600—1622 (тодзама-даймё)

| № | Имя            | Имя       | Годы правления | Годы жизни  | Примечания                            |
| - | -------------- | --------- | -------------- | ----------- | ------------------------------------- |
| 1 | Могами Ёсиаки  | 最上 義光 | 1600 — 1614    | 1546 — 1614 | Старший сын и преемник Могами Ёсимори |
| 2 | Могами Иэтика  | 最上家親  | 1614 — 1617    | 1582 — 1617 | Второй сын и преемник Могами Ёсиаки   |
| 3 | Могами Ёситоси | 最上義俊  | 1617 — 1622    | 1605 — 1632 | Сын Могами Иэтика                     |

- Род Тории, 1622—1636 (фудай-даймё)

| № | Имя            | Имя      | Годы правления | Годы жизни  | Примечания                            |
| - | -------------- | -------- | -------------- | ----------- | ------------------------------------- |
| 1 | Тории Тадамаса | 鳥居忠政 | 1622 — 1628    | 1567 — 1628 | Второй сын и преемник Тории Мототада  |
| 2 | Тории Тадацунэ | 鳥居忠恒 | 1628 — 1636    | 1604 — 1636 | Старший сын и преемник Тории Тадамаса |

- Род Хосина, 1636—1643 (симпан-даймё)

| № | Имя            | Имя       | Годы правления | Годы жизни  | Примечания                                                                                              |
| - | -------------- | --------- | -------------- | ----------- | --- |
| 1 | Хосина Масаюки | 保科 正之 | 1636 — 1643    | 1611 — 1673 | Четвертый сын второго сёгуна Японии Токугава Хидэтада, был усыновлён Хосина Масамацу, даймё Такато-хана |

- Род Мацудайра (ветвь Этидзэн), 1644—1648 (симпан-даймё)

| № | Имя               | Имя      | Годы правления | Годы жизни  | Примечания                                                 |
| - | ----------------- | -------- | -------------- | ----------- | ---------------------------------------------------------- |
| 1 | Мацудайра Наомото | 松平直基 | 1644 — 1648    | 1604 — 1648 | Пятый сын Юки Хидэясу и внук первого сёгуна Токугавы Иэясу |

- Род Мацудайра (ветвь Окудайра), 1648—1668 (симпан-даймё)

| № | Имя                | Имя      | Годы правления | Годы жизни  | Примечания                    |
| - | ------------------ | -------- | -------------- | ----------- | ----------------------------- |
| 1 | Мацудайра Тадахиро | 松平忠弘 | 1648 — 1668    | 1631 — 1700 | Старший сын Мацудайра Тадааки |

- Род Окудайра, 1668—1685 (фудай-даймё)

| № | Имя              | Имя      | Годы правления | Годы жизни  | Примечания                                                              |
| - | ---------------- | -------- | -------------- | ----------- | ----------------------------------------------------------------------- |
| 1 | Окудайра Масаёси | 奥平昌能 | 1668 — 1672    | 1633 — 1672 | Старший Окудайра Тадамаса                                               |
| 2 | Окудайра Масааки | 奥平昌章 | 1672 — 1685    | 1668 — 1695 | Второй сын Гото Морикацу, даймё Фукуэ-хана, усыновлён Окудайрой Масаёси |

- Род Хотта, 1685—1686 (фудай-даймё)

| № | Имя            | Имя      | Годы правления | Годы жизни  | Примечания                                       |
| - | -------------- | -------- | -------------- | ----------- | ------------------------------------------------ |
| 1 | Хотта Масанака | 堀田正仲 | 1685 — 1686    | 1662 — 1694 | Старший сын Хотта Масатоси, 1-го даймё Кога-хана |

- Мацудайра (ветвь Этидзэн), 1686—1692 (симпан-даймё)

| № | Имя                | Имя      | Годы правления | Годы жизни  | Примечания                    |
| - | ------------------ | -------- | -------------- | ----------- | ----------------------------- |
| 1 | Мацудайра Хисанори | 松平直矩 | 1686 — 1692    | 1642 — 1695 | Старший сын Мацудайры Наомото |

- Род Мацудайра (ветвь Окудайра), 1692—1700 (симпан-даймё)

| № | Имя                | Имя      | Годы правления | Годы жизни  | Примечания                                                                       |
| - | ------------------ | -------- | -------------- | ----------- | -------------------------------------------------------------------------------- |
| 1 | Мацудайра Тадахиро | 松平忠弘 | 1692           | 1631 — 1700 | Старший сын Мацудайра Тадааки, даймё Химэдзи                                     |
| 2 | Мацудайра Тадамаса | 松平忠雅 | 1692 — 1700    | 1683 — 1746 | Сын Мацудайры Сэйки (1652—1686) и внук Мацудайры Тадахиро, усыновлён своим дедом |

- Род Хотта, 1700—1746 (фудай-даймё)

| № | Имя            | Имя      | Годы правления | Годы жизни  | Примечания                                                                                               |
| - | -------------- | -------- | -------------- | ----------- | --- |
| 1 | Хотта Масатора | 堀田正虎 | 1700 — 1729    | 1662 — 1729 | Второй сын Хотта Масатоси, даймё Кога-хана                                                               |
| 2 | Хотта Масахару | 堀田正春 | 1729 — 1731    | 1715 — 1731 | Старший сын Хотта Масанао (1689—1717) и внук Хотта Масаясу, даймё Миягава-хана, усыновлён Хотта Масатора |
| 3 | Хотта Масасукэ | 堀田正亮 | 1731 — 1746    | 1712 — 1761 | Сын Хотта Масаки (1685—1715) и внук Хотта Масатоси, даймё Кога-хана, усыновлён Хотта Масахару            |

- Род Мацудайра (ветвь Огю), 1746—1764 (фудай-даймё)

| № | Имя                | Имя      | Годы правления | Годы жизни  | Примечания                                       |
| - | ------------------ | -------- | -------------- | ----------- | ------------------------------------------------ |
| 1 | Мацудайра Норисукэ | 松平乗祐 | 1746 — 1764    | 1715 — 1769 | Второй сын Мацудайры Норисато, даймё Сакура-хана |

- Род Акимото, 1767—1845 (фудай-даймё)

| № | Имя              | Имя      | Годы правления | Годы жизни  | Примечания                                                        |
| - | ---------------- | -------- | -------------- | ----------- | ----------------------------------------------------------------- |
| 1 | Акимото Сукэтомо | 秋元凉朝 | 1767 — 1768    | 1717 — 1775 | Третий сын хатомото Акимото Садааса                               |
| 2 | Акимото Цунэтомо | 秋元永朝 | 1768 — 1810    | 1738 — 1810 | Сын Уэдо Ёсито, усыновлён Акимото Сукэтомо                        |
| 3 | Акимото Хисатомо | 秋元久朝 | 1810 — 1839    | 1792 — 1847 | Третий сын и преемник Акимото Цунэтомо                            |
| 4 | Акимото Юкитомо  | 秋元志朝 | 1839 — 1845    | 1820 — 1876 | Сын Мори Хиротика, даймё Токуяма-хана, усыновлён Акимото Хисатомо |

- Род Мидзуно, 1845—1871 (фудай-даймё)

| № | Имя              | Имя       | Годы правления | Годы жизни  | Примечания                                        |
| - | ---------------- | --------- | -------------- | ----------- | ------------------------------------------------- |
| 1 | Мидзуно Тадакиё  | 水野 忠精 | 1845 — 1866    | 1833 — 1884 | Старший сын Мидзуно Тадакуни, даймё Хамамацу-хана |
| 2 | Мидзуно Тадахиро | 水野忠弘  | 1866 — 1870    | 1856 — 1905 | Старший сын и преемник Мидзуно Тадакиё            |